# Ömer Aşık
Ömer Faruk Aşık (Bursa, 4 luglio 1986) è un ex cestista turco.

## Carriera
È stato selezionato dai Portland Trail Blazers al secondo giro del Draft NBA 2008 (36ª scelta assoluta).
Con la Turchia ha disputato due edizioni dei Campionati mondiali (2010, 2014) e tre dei Campionati europei (2009, 2011, 2013).

## Statistiche

### NBA

#### Regular season
| Anno      | Squadra         | PG  | PT  | MP   | TC%  | 3P% | TL%  | RP   | AP  | PRP | SP  | PP   |
| --------- | --------------- | --- | --- | ---- | ---- | --- | ---- | ---- | --- | --- | --- | ---- |
| 2010-2011 | Chicago Bulls   | 82  | 0   | 12,1 | 55,3 | -   | 50,3 | 3,7  | 0,4 | 0,2 | 0,7 | 2,8  |
| 2011-2012 | Chicago Bulls   | 66  | 2   | 14,7 | 50,6 | -   | 45,6 | 5,3  | 0,5 | 0,5 | 1,0 | 3,1  |
| 2012-2013 | Houston Rockets | 82  | 82  | 30,0 | 54,1 | 0,0 | 56,2 | 11,7 | 0,9 | 0,6 | 1,1 | 10,1 |
| 2013-2014 | Houston Rockets | 48  | 19  | 20,2 | 53,2 | -   | 61,9 | 7,9  | 0,5 | 0,3 | 0,8 | 5,8  |
| 2014-2015 | N.O. Pelicans   | 76  | 76  | 26,1 | 51,7 | -   | 58,2 | 9,8  | 0,9 | 0,4 | 0,7 | 7,3  |
| 2015-2016 | N.O. Pelicans   | 68  | 64  | 17,3 | 53,3 | -   | 54,5 | 6,1  | 0,4 | 0,3 | 0,3 | 4,0  |
| 2016-2017 | N.O. Pelicans   | 31  | 19  | 15,5 | 47,7 | -   | 59,0 | 5,3  | 0,5 | 0,2 | 0,3 | 2,7  |
| 2017-2018 | N.O. Pelicans   | 14  | 0   | 8,6  | 43,8 | -   | 33,3 | 2,6  | 0,1 | 0,1 | 0,1 | 1,3  |
| 2017-2018 | Chicago Bulls   | 4   | 0   | 15,3 | 33,3 | -   | 0,0  | 2,5  | 0,3 | 0,3 | 0,5 | 1,0  |
| Carriera  | Carriera        | 471 | 262 | 19,6 | 52,8 | 0,0 | 55,1 | 7,1  | 0,6 | 0,4 | 0,7 | 5,3  |

#### Play-off
| Anno     | Squadra         | PG | PT | MP   | TC%  | 3P% | TL%  | RP   | AP  | PRP | SP  | PP   |
| -------- | --------------- | -- | -- | ---- | ---- | --- | ---- | ---- | --- | --- | --- | ---- |
| 2011     | Chicago Bulls   | 15 | 0  | 9,9  | 46,2 | -   | 30,0 | 2,1  | 0,1 | 0,1 | 0,5 | 1,0  |
| 2012     | Chicago Bulls   | 6  | 3  | 21,3 | 50,0 | -   | 35,3 | 4,7  | 1,3 | 0,2 | 1,7 | 3,3  |
| 2013     | Houston Rockets | 6  | 6  | 34,7 | 56,4 | -   | 63,8 | 11,2 | 0,5 | 0,5 | 1,7 | 12,3 |
| 2014     | Houston Rockets | 6  | 4  | 27,2 | 48,5 | -   | 100  | 8,2  | 0,7 | 0,5 | 0,7 | 5,8  |
| 2015     | N.O. Pelicans   | 4  | 4  | 19,8 | 20,0 | -   | 57,1 | 7,3  | 1,5 | 1,3 | 0,0 | 2,0  |
| Carriera | Carriera        | 37 | 17 | 19,6 | 48,6 | -   | 54,8 | 5,5  | 0,6 | 0,4 | 0,9 | 4,1  |

## Palmarès
- Campionato turco: 2

Fenerbahçe Ülker: 2007-08, 2009-10
- Coppa di Turchia: 1

Fenerbahçe Ülker: 2009-10
- 1 volta maggior numero di rimbalzi totali in stagione NBA